# Slacktivism
Slacktivism, av engelskans slacker (slöfock) och aktivism, är sådana former av aktivism som fordrar ingen eller ytterst liten ansträngning från aktivistens sida. Ofta grundar det sig i en romanticering av aktivism och behovet av individer att själva uträtta något hjälteligt, men genom att samtidigt undvika de negativa aspekter som många "riktiga" aktivister får utstå.
Ett exempel på slacktivism kan vara att starta facebookgrupper, eller gå in på en webbplats som ger sina annonsintäkter till välgörenhet. Några evenemang som har beskrivits som slacktivism är Buy nothing day och Earth hour.

## Kritik
Kritiken mot slacktivism utgår ofta från att internetverksamhet är en ineffektiv form av aktivism och/eller att detta hindrar eller minskar det politiska deltagandet i "verkliga livet", medan Henrik Christensen i en studie menar att det senare inte alls kan bevisas utan att det troligare är tvärtom.